# بستک بچه
بستُک بچه یک روستا در افغانستان است که در ولایت بامیان واقع شده‌است.